# John Mulaney
John Edmund Mulaney (nascido em 26 de agosto de 1982) é um comediante, ator, roteirista, e produtor americano.
Ele é mais conhecido por seu trabalho como escritor no Saturday Night Live e como um comediante de stand-up com os especiais The Top Part, New in Town, The Comeback Kid e Kid Gorgeous at Radio City.

## Vida Pessoal
Nasceu em 26 de Agosto de 1982, em Chicago, Illinois. É filho de advogados, sua mãe sendo professora da Northwestern University Pritzker School of Law e seu pai um advogado em uma firma, os dois estudaram na Georgetown University, onde estudaram com Bill Clinton, e Yale Law School. É frequentemente mencionado em seus stand-up que seus pais são descendentes de católicos irlandeses.
Mulaney é o terceiro filho de cinco. Aos sete anos ele teve a oportunidade de fazer uma audição para o filme Esqueceram de mim, mas seus pais recusaram. Ele se formou em literatura e religião na Georgetown University, onde participou de um clube de improviso e conheceu Nick Kroll e Mike Birbiglia, mais tarde ele se juntou a Birbiglia em seus stand-up.  
Em julho de 2024, Mulaney casou com a atriz norte-americana Olivia Munn. Eles já tinham um filho nascido em 2021.